# Поповское (Ивановский сельсовет)
Поповское — деревня в Череповецком районе Вологодской области.
Входит в состав Воскресенского сельского поселения (с 1 января 2006 года по 8 апреля 2009 года входила в Ивановское сельское поселение), с точки зрения административно-территориального деления — в Ивановский сельсовет.
Деревня Поповское зарегистрирована 16 ноября 2000 года. По данным переписи в 2002 году постоянного населения не было.